# Kritik des "Anti-Hegels": zur Einleitung in das Studium der Philosophie
In 1835 publiceerde de Duitse filosoof Ludwig Feuerbach zijn werk Kritik des "Anti-Hegels": zur Einleitung in das Studium der Philosophie.
Dit werk van Feuerbach was geschreven als een polemiek tegen een boek getiteld ¨Anti-Hegel¨ geschreven door de theoloog Hermann Friedrich Wilhelm Hinrichs (1794-1861). Er zijn destijds in Duitsland overigens meerdere tegen Hegel gerichte boeken met die titel gepubliceerd.
Hinrichs had Hegels filosofie aangevallen vanuit een religieus-orthodox standpunt. Feuerbach – toen nog sterk beïnvloed door Hegel – verdedigde in dit werk niet alleen Hegels denken, maar maakt tevens van de gelegenheid gebruik ook zijn eigen opvattingen over filosofie te formuleren. Hoewel dit werk vóór Feuerbachs breuk met de idealistische traditie geschreven is, laat het al sporen zien van zijn latere kritische modern-humanistische benadering van religie en metafysica.
Feuerbach steltde zich in dit boek drie doelen:
- Een weerlegging van Hinrichs' aanval op Hegel.
- Een verheldering van wat volgens hem de aard van ware filosofie zou zijn.
- Een inleiding in het filosofisch denken, als voorbereiding voor de studie van Hegel.

Feuerbach stelde dat filosofie, en in het bijzonder Hegels systeem, niet abstract of wereldvreemd is, maar juist het hoogste zelfbewustzijn van de menselijke geest vertegenwoordigt: niet een verzameling dogma’s is, maar een activiteit van de rede, een kritisch en systematisch denken. Filosofie moet volgens Feuerbach vanuit zichzelf beginnen, niet vanuit een vooraf gegeven religieuze openbaring of autoriteit. Hinrichs maakt volgens Feuerbach de fout door openbaring en geloof boven rede te stellen. Daarmee zou Hinrichs hij de essentie van de filosofie verliezen.
Feuerbach verdedigde in 1835 Hegel nog als de denker die de innerlijke logica van het denken volledig heeft blootgelegd. Hegels filosofie zu volgens hem geen subjectieve meningsuiting zijn, maar een objectieve ontwikkeling van de rede zelf.
Feuerbach verzette zich tegen het beeld van Hegel als een zogenaamde vijand van religie. Hij laat zien dat Hegel de ware kern van religie filosofisch probeert te begrijpen, niet te vernietigen. De religieuze vorm wordt in Hegels systeem verheven tot een hogere waarheid: de filosofische zelfkennis van de geest.
Hoewel Feuerbach hier Hegel nog verdedigde, komt in deze tekst al voorzichtig zijn kritische houding tegenover religie naar voren. Religie is voor Feuerbach een onvolwassen vorm van zelfbewustzijn. Ze bevat wel waarheid, maar in symbolische en ondoordachte vorm.
Filosofie maakte die waarheid vrij door haar rationeel te doordenken.
Hinrichs daarentegen verdedigde de religie in haar onbewuste en autoritaire vorm, wat volgens Feuerbach een stap terug is in de geestelijke ontwikkeling.
Feuerbach bekritiseerde Hinrichs en soortgelijke denkers als vijanden van de rede. Ze presenteren zich als verdedigers van waarheid, maar verwerpen het kritische denken dat de filosofie kenmerkt.
Voor Feuerbach is Hinrichs “Anti-Hegel” een uiting van intellectuele lafheid: het weigeren zelf te denken. Hij beschuldigt Hinrichs van retoriek zonder begrip: het gebruik van religieuze en filosofische termen zonder inzicht in hun betekenis. Dit soort kritiek op Hegel is in zijn ogen een uitdrukking van reactie en dogmatisme, niet van filosofische ernst.
Feuerbach sluit af met een betoog over wat filosofie werkelijk is en moet zijn:
- Filosofie is denken in vrijheid: het loskomen van autoriteiten, dogma’s en uiterlijke waarheden.
- Ze is een beweging van de geest naar inzicht in zichzelf en de wereld.
- Filosofie moet geen knecht zijn van theologie, maar haar juist overstijgen (hij zinspeelt hiermee op de woorden van Thomas van Aquino, die streefde naar een harmonieus samengaan van geloof en rede.  Hij noemde filosofie ¨ancilla theologiae¨, de dienstmeid van de theologie.

“Kritik des Anti-Hegels” is in zekere zin een belangrijk overgangswerk van FEuerbach:
- enerzijds is het een loyale verdediging van Hegels systeem, waarmee Feuerbach zich op dat moment nog sterk identificeert.
- anderzijds toont het al de kiemen van zijn latere kritiek op religie, metafysica en vervreemding.
Het werk markeert Feuerbachs ontwikkeling van idealistisch Hegeliaan naar de materialistische moderne humanistische denker, die met zijn latere publiaties grote invloed zou uitoefenen.
In Kritik des "Anti-Hegels"verdedigt Feuerbach niet alleen de filosofie tegen theologische aanvallen, maar pleit hij vooral voor een zelfstandig, kritisch denken, dat vertrekt vanuit de rede en de menselijke ervaring. Hoewel hij nog binnen de Hegeliaanse kaders opereert, laat dit werk zien dat Feuerbach al op zoek is naar een meer menselijke, aardse en concrete vorm van filosofie.

## Nagelaten geschriften
In 1956 werden door Werner Schuffenhauer in de bibliotheek van de Universiteit van München de nagelaten geschriften van Ludwig Feuerbach teruggevonden. Het betrof duizenden pagina´s manuscript van zowel gepubliceerd als ongepubliceerd werk, die vervolgens door meerdere onderzoekers werden geordend en bestudeerd, onder wie Hans-Martin Sell, Uwe Schott, Erich Thies en Carlo Ascheri.

## Postume publicaties (o.a)
In 1908 verscheen Das Wesen der Religion: dreißig Vorlesungen, uitg. Kröner, Leipzig.

## Biografie
- Friedrich Jodl Ludwig Feuerbach, 1904.